# دم‌الاغی
دم‌الاغی یا سدوم مورگانیانوم (انگلیسی: Sedum morganianum) گونه‌ای گیاه گلدار از سرده ناز است که بومی جنوب مکزیک و هندوراس است. دم‌الاغی از گیاهان گوشتی پایاست که طول خوشه‌های آن می‌تواند به ۶۰ سانتی‌متر برسد.